# 线程惯性
线程惯性指在多线程编程中的一种错误的心理状态，它假定当前编写的代码执行完毕后会继续执行下一条代码。而实际上，在现代处理器中，线程随时（当该线程的时间片用完时）可能被处理器冻结，而处理器被另一线程抢占（这里指单处理器上的情况，在多处理器上，情况更加复杂）。
因此，如果程序执行的结果依赖于这两个（或者可能更多）线程的顺序，程序就可能出错。
因为线程执行具有不确定性，这种错误并不是每次都会出现，而且在某些特定的机器上可能永远不会出现。因此，这种错误较难发现。